# Lárissa (unidade regional)
Lárissa (ou ainda: Lárisa, Larisa, Larisis, Larissa; em grego: Λάρισα) é uma unidade regional da Grécia, localizada na região da Tessália. Sua capital é a cidade de Lárissa.